# Baumata Barat
Baumata Barat is een bestuurslaag in het regentschap Kupang van de provincie Oost-Nusa Tenggara, Indonesië. Baumata Barat telt 3016 inwoners (volkstelling 2010).